# Schwarzfäule der Rebe
Der Schlauchpilz Phyllosticta ampelicida (Synonym: Guignardia bidwellii) ruft die Pilzkrankheit Schwarzfäule der Rebe (englisch Black rot) hervor. Die Schwarzfäule breitet sich nur bei milder und feuchter Witterung aus. Sie kann Ertragseinbußen von 5 bis 80 % verursachen. Der Gattungsname Guignardia ist dem französischen Apotheker und Botaniker Jean Louis Léon Guignard (1852–1928) gewidmet.

## Verbreitung
Die ursprünglich nur in den USA sowie Kanada vorkommende Krankheit wurde mit befallenem Pflanzenmaterial weltweit verbreitet.
Erstmals beschrieben wurde die Krankheit Ende des 18. Jahrhunderts von André Michaux. Aufsehen erregte sie jedoch erst im Jahr 1848, als sie den Weinbau in Ohio zumindest im Süden nahezu vollständig zum Erliegen brachte. Nachdem die Schwarzfäule in Südamerika ideale Bedingungen vorfand, ist sie in Europa seit 1885 bekannt.
Am 7. September 1885 veröffentlichten Viala und Ravaz das erstmalige Auftreten der Krankheit in Frankreich. Geschädigte Pflanzen wurden damals in Cazilhac bei Ganges entdeckt. Seitdem tritt der Pilz regelmäßig in einigen Gebieten Frankreichs und Italiens sowie seit 1989 im Kanton Tessin in der Schweiz auf. In Deutschland trat die Krankheit zwar bereits im Jahr 1933 im Weinbaugebiet Baden in Erscheinung, starker Befall ist jedoch erst seit dem Jahr 2002 an Mosel, Nahe und Mittelrhein zu beobachten. Besonders ökologisch bewirtschaftete Weinberge sind verstärkt betroffen.

## Biologie
Der Pilz kann in vielen Pflanzenteilen am Rebstock überwintern, oft und gerne in sogenannten 'Mumien' (eingetrockneten Trauben). Während des Winters bilden sich Fruchtkörper, von denen dann auf geschlechtliche Weise Ascosporen hervorgebracht werden. Schon bei geringen Niederschlägen werden diese im Frühjahr ausgestoßen und durch den Wind verbreitet. Zur Keimung benötigen sie allerdings Nässe und höhere Temperaturen. Die optimale Keimtemperatur liegt bei 26,5 °C bei einer Keimdauer von 6 Stunden.
Die Ascosporen können sowohl das Laub, als auch alle anderen grünen Pflanzenteile infizieren. In den so befallenen und abgestorbenen Pflanzenteilen bilden sich innerhalb weniger Tage asexuelle Sporen in sogenannten Pyknidien, die wiederum zu weiteren Infektionen führen können. In der Regel bleibt die Infektionsgefahr für die Rebe bis zum Beginn der Reife bestehen. Erst mit dem dann einsetzenden Wachstumsstop der Pflanze und den in der Regel fallenden Temperaturen, geht die Infektionsgefahr zurück.

## Krankheitsbild
Die Blätter zeigen maximal 9 mm große Flecken, die durch einen dunkelbraunen Rand vom gesunden Gewebe abgegrenzt sind.
Auf den Sommertrieben bilden sich schwärzliche Nekrosen.
Befallene Beeren färben sich dunkelgrau und trocknen meist völlig ein (Fruchtmumien).

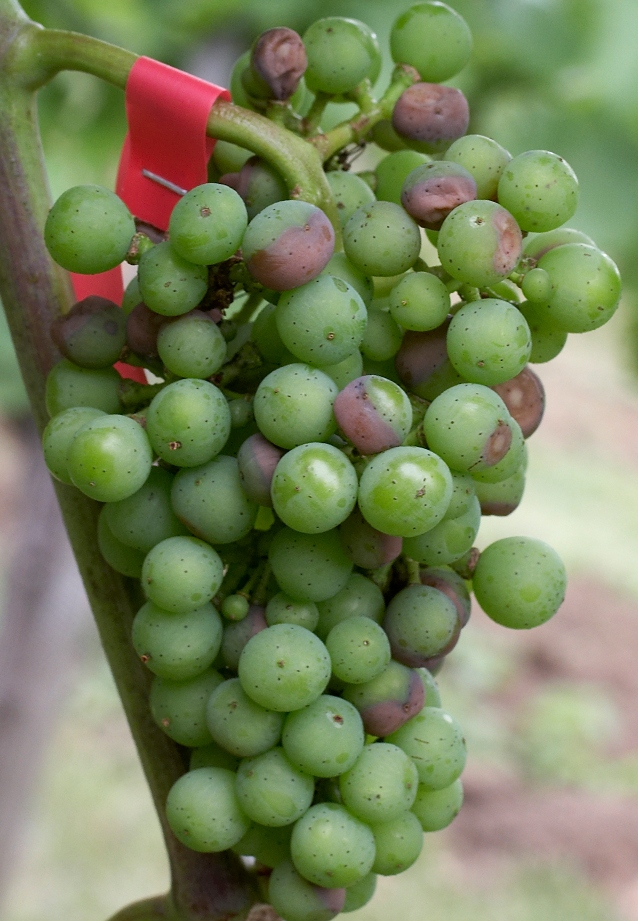
frische Beerensymptome nach Ablauf der Inkubationszeit
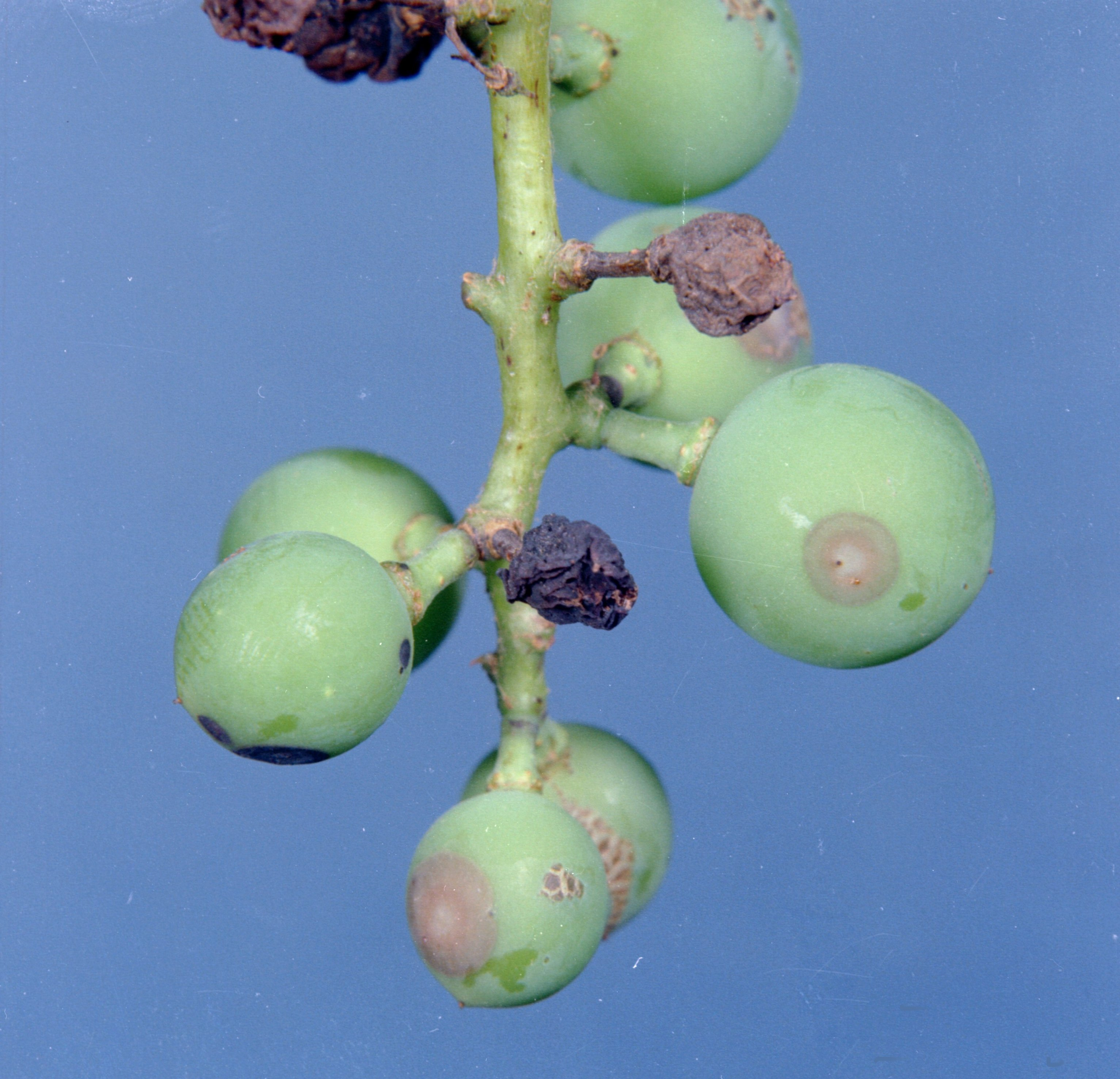
junge Infektionsstellen und eingetrocknete Beeren
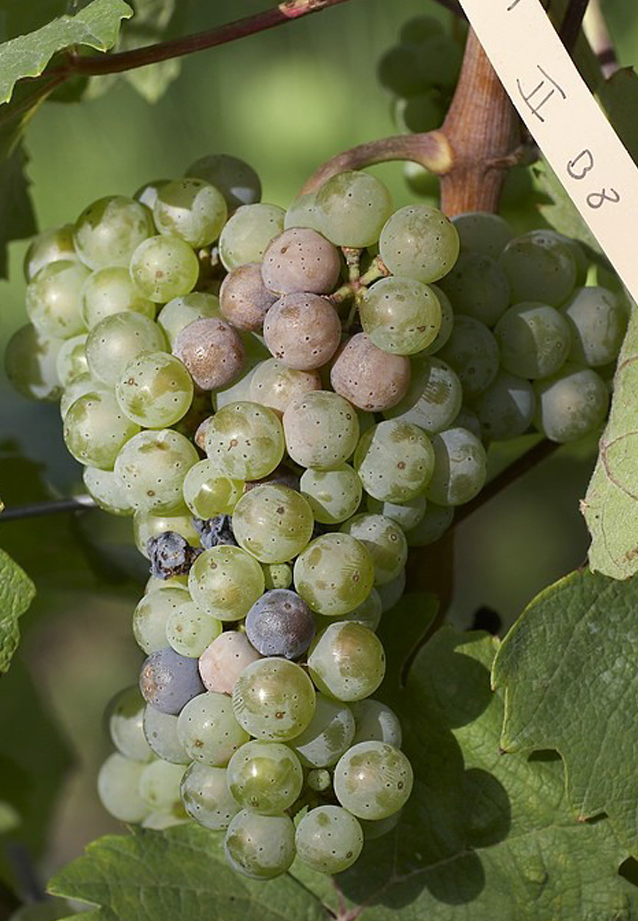
später Beerenbefall – bereits weiche Beeren trocknen nicht mehr vollständig ein und können zu negativen geschmacklichen Beeinträchtigungen im Wein führen
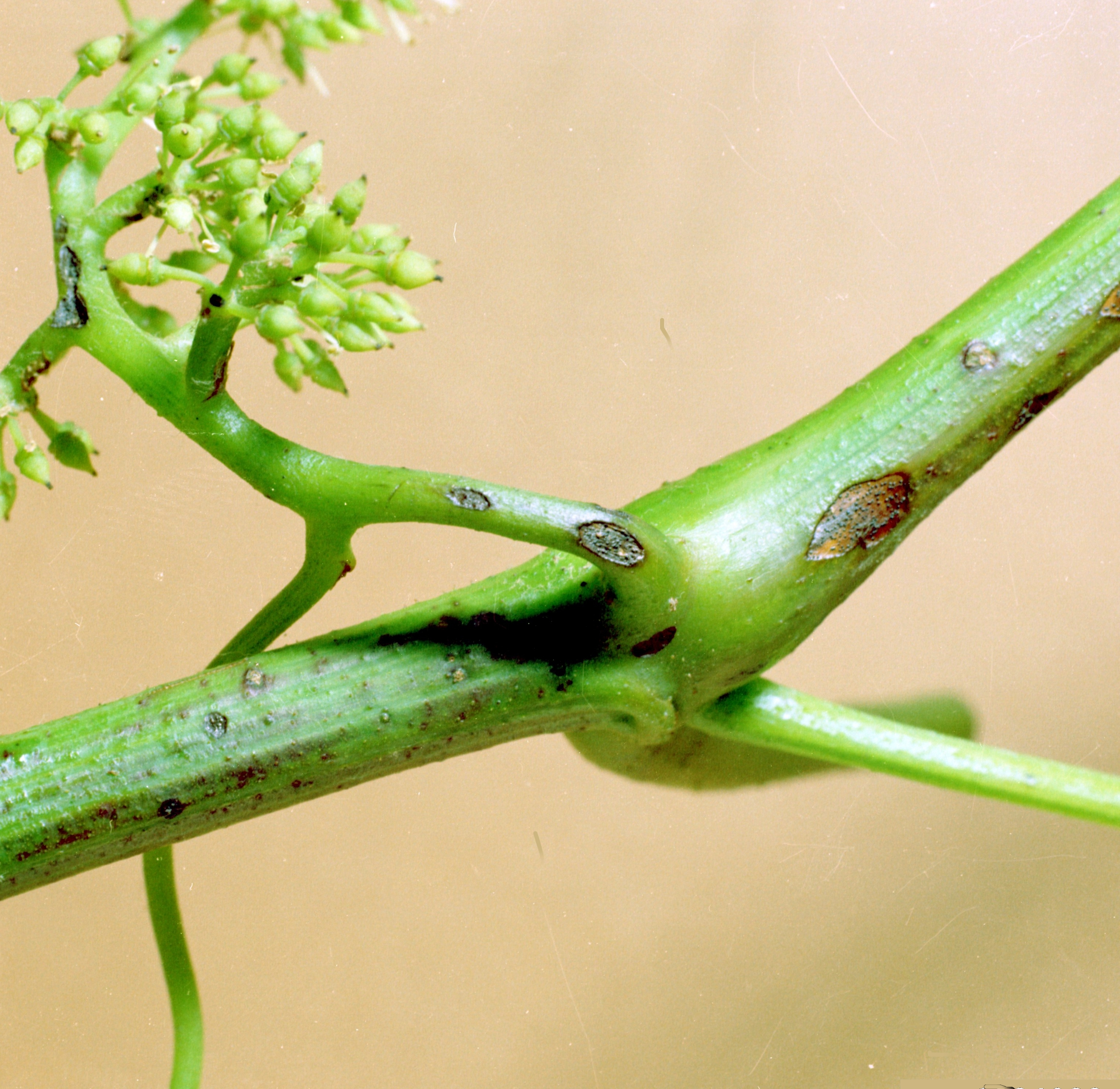
befallener Trieb und Stielgerüst eines Gescheins
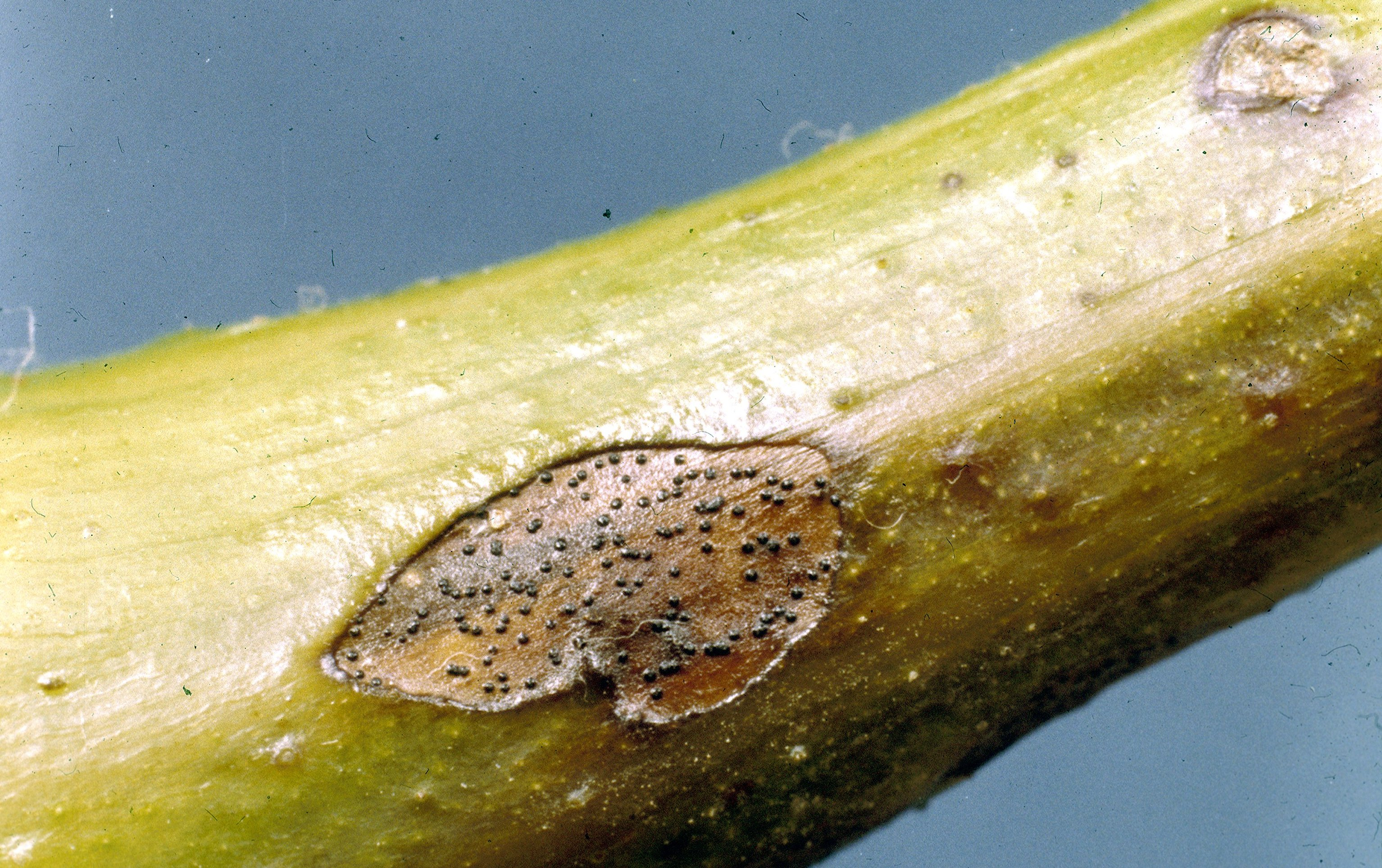
Triebbefall, Befallsstelle mit Pyknidien
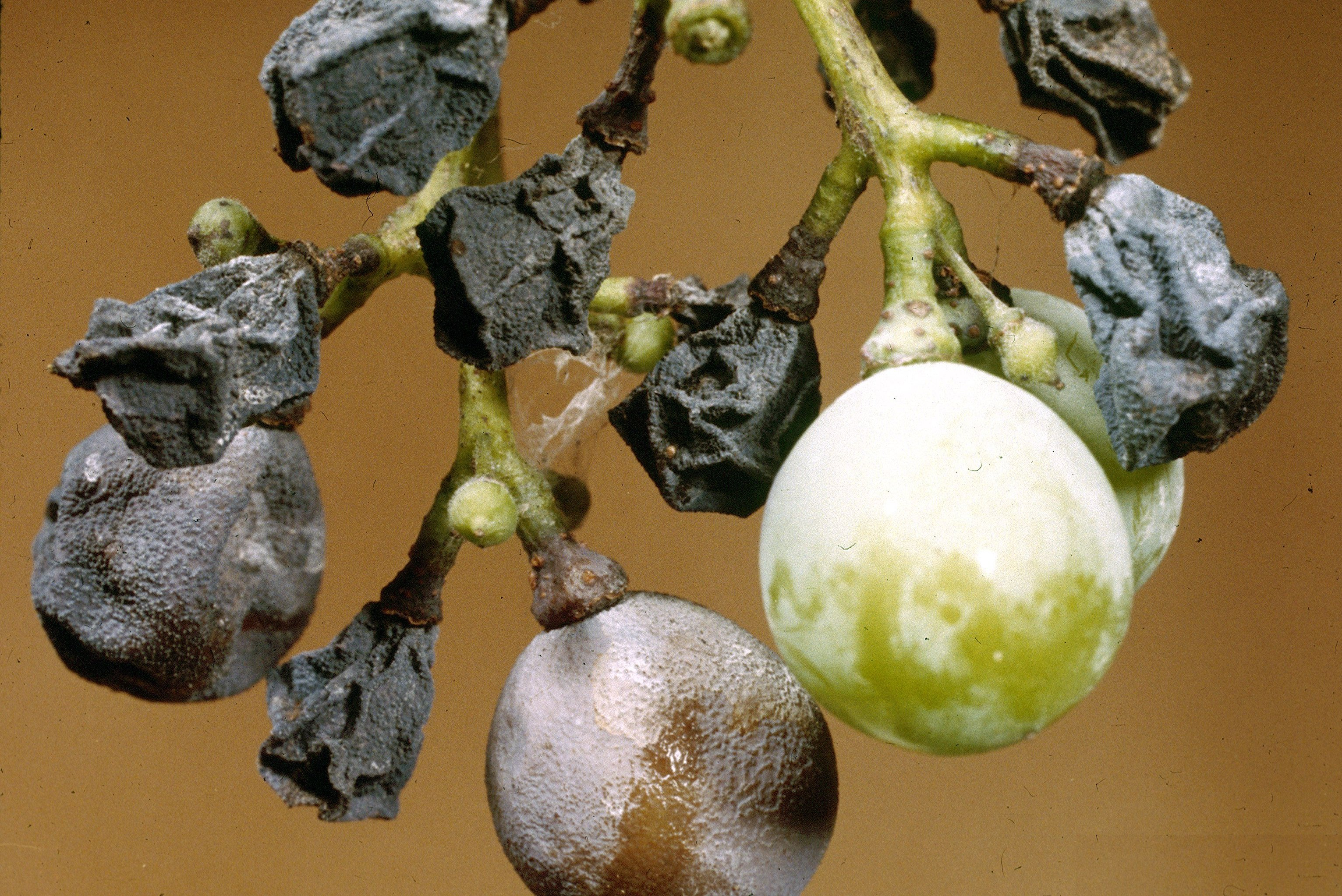
eingetrocknete Beeren
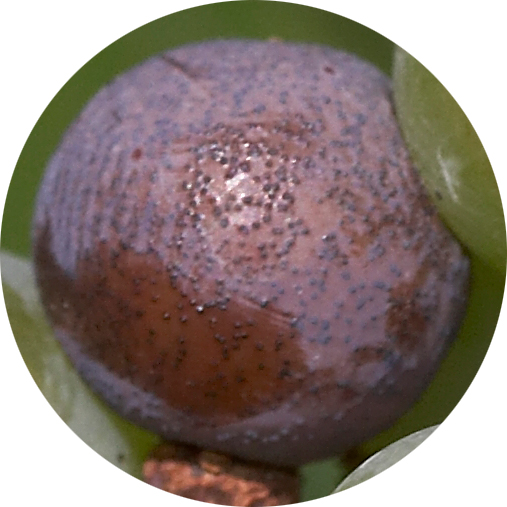
Pyknidien auf einer Beere
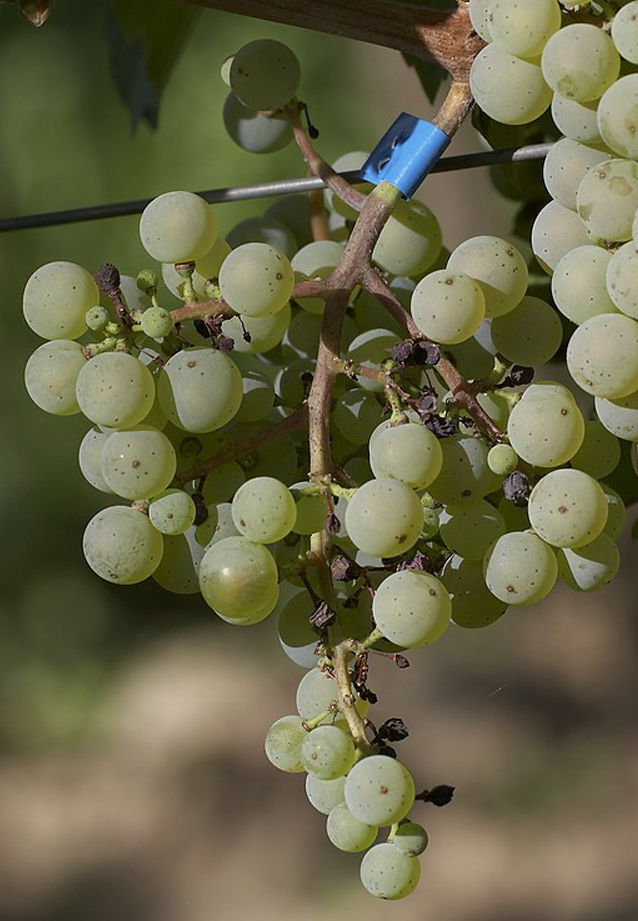
Fruchtmumien als Folge von Infektionen unmittelbar nach der Blüte
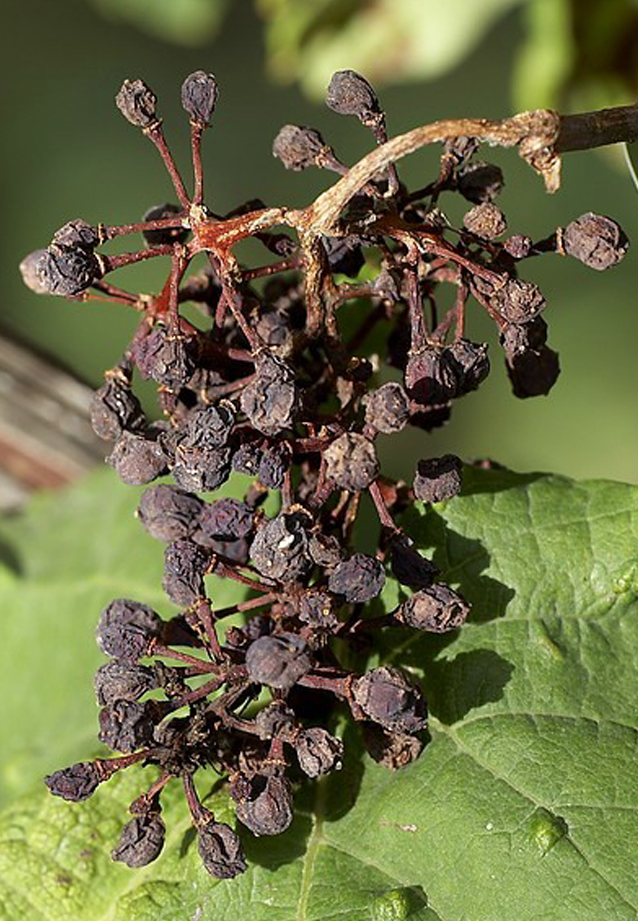
Fruchtmumien verbleiben am Rebstock
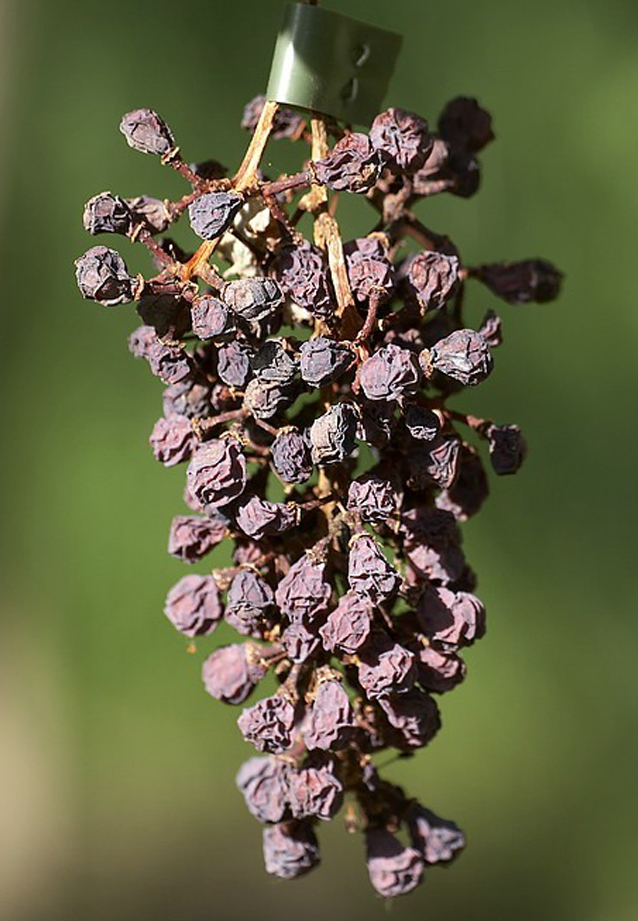
Fruchtmumien verbleiben am Rebstock
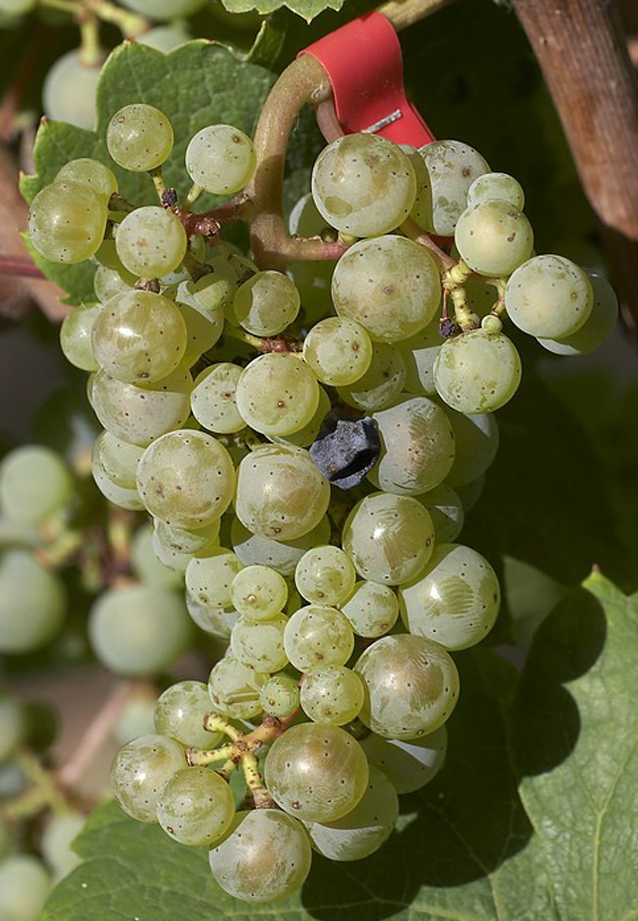
Fruchtmumien
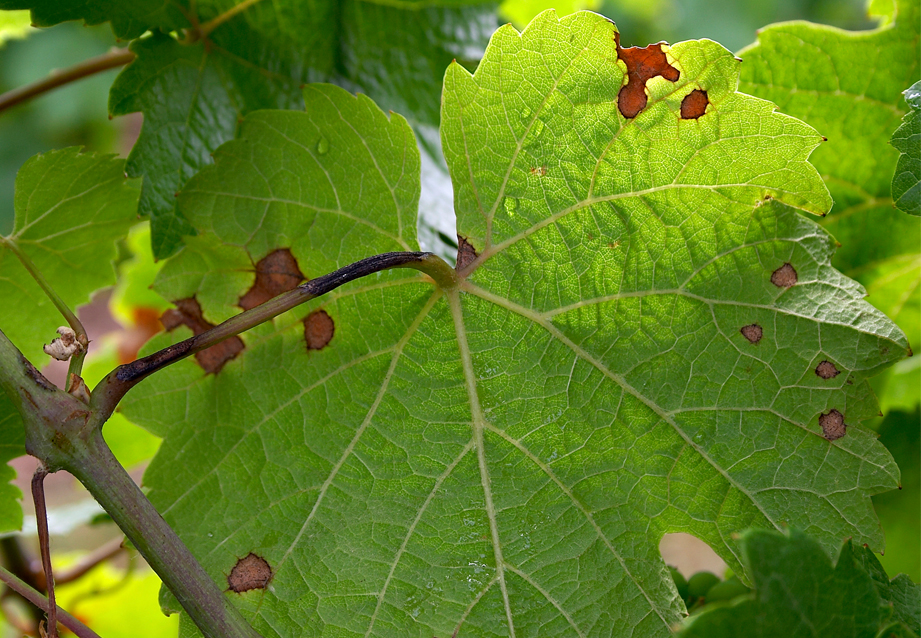
Blatt- und Stielbefall
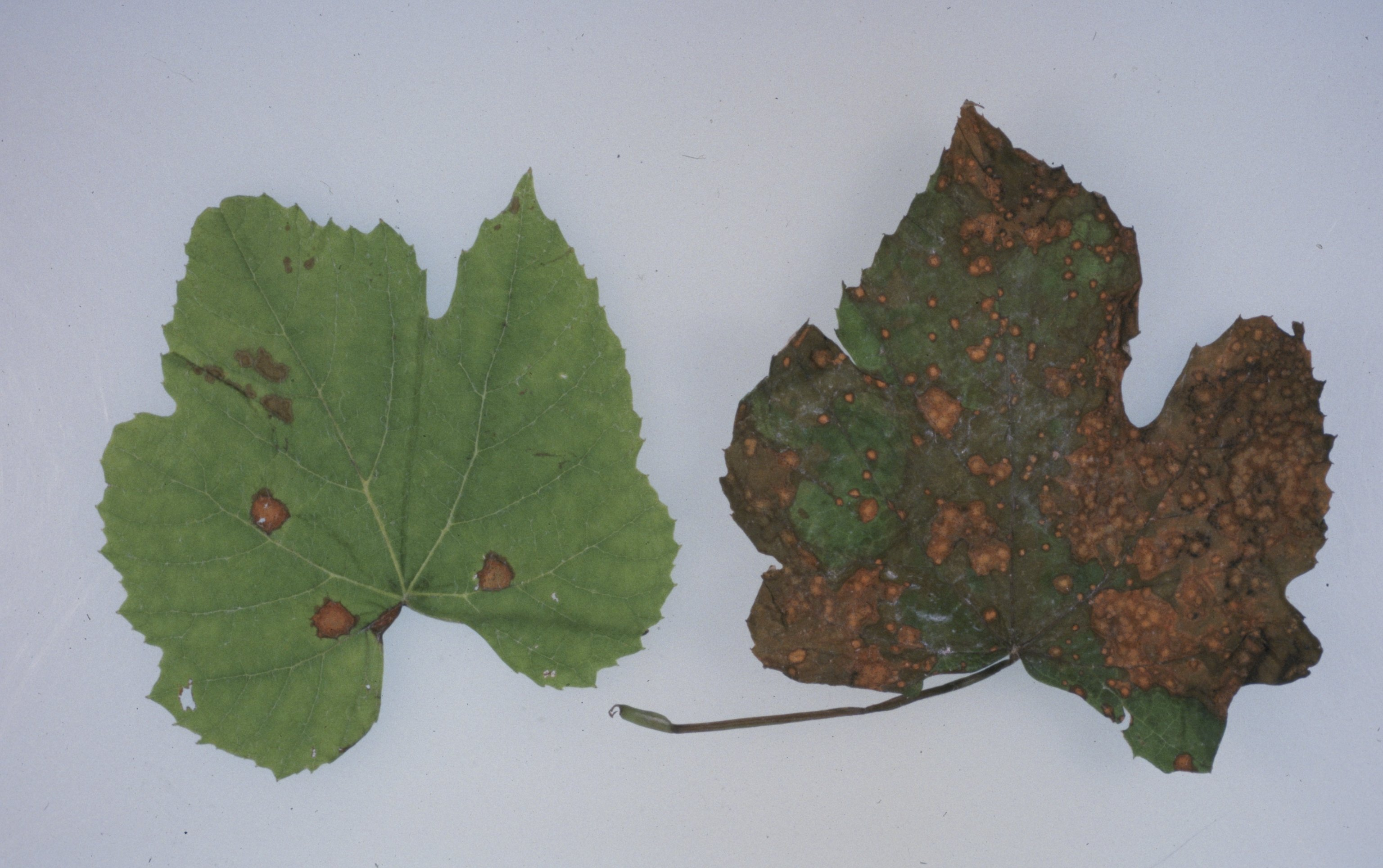
rechtes Blatt mit extremer Schädigung
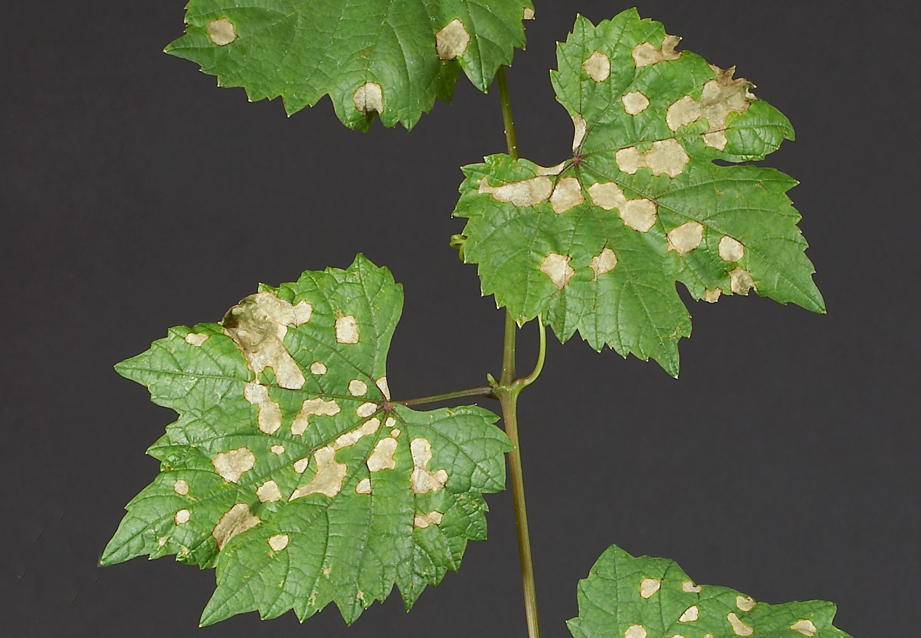
Blattsymptome
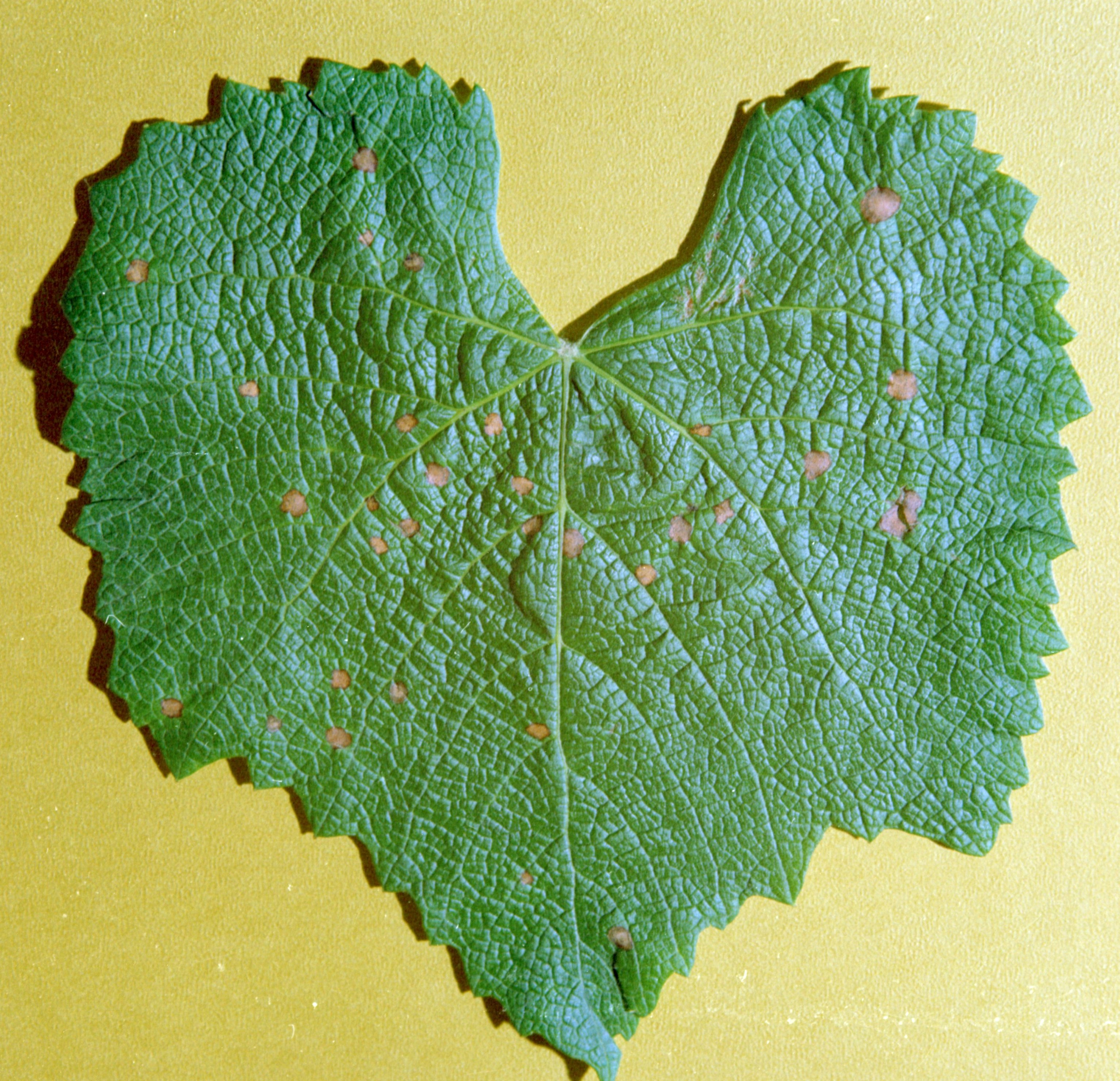
Blattsymptome
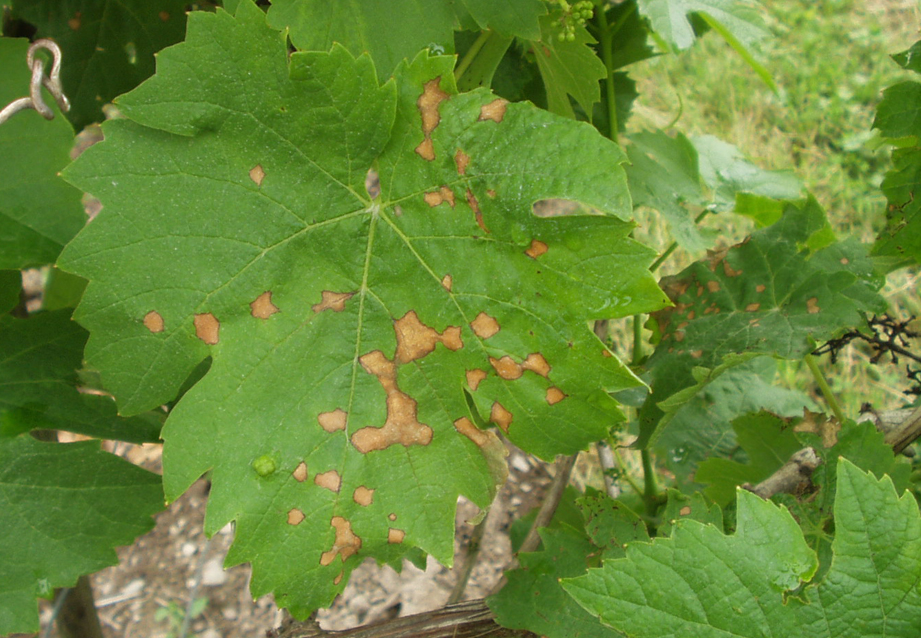
Blattsymptome
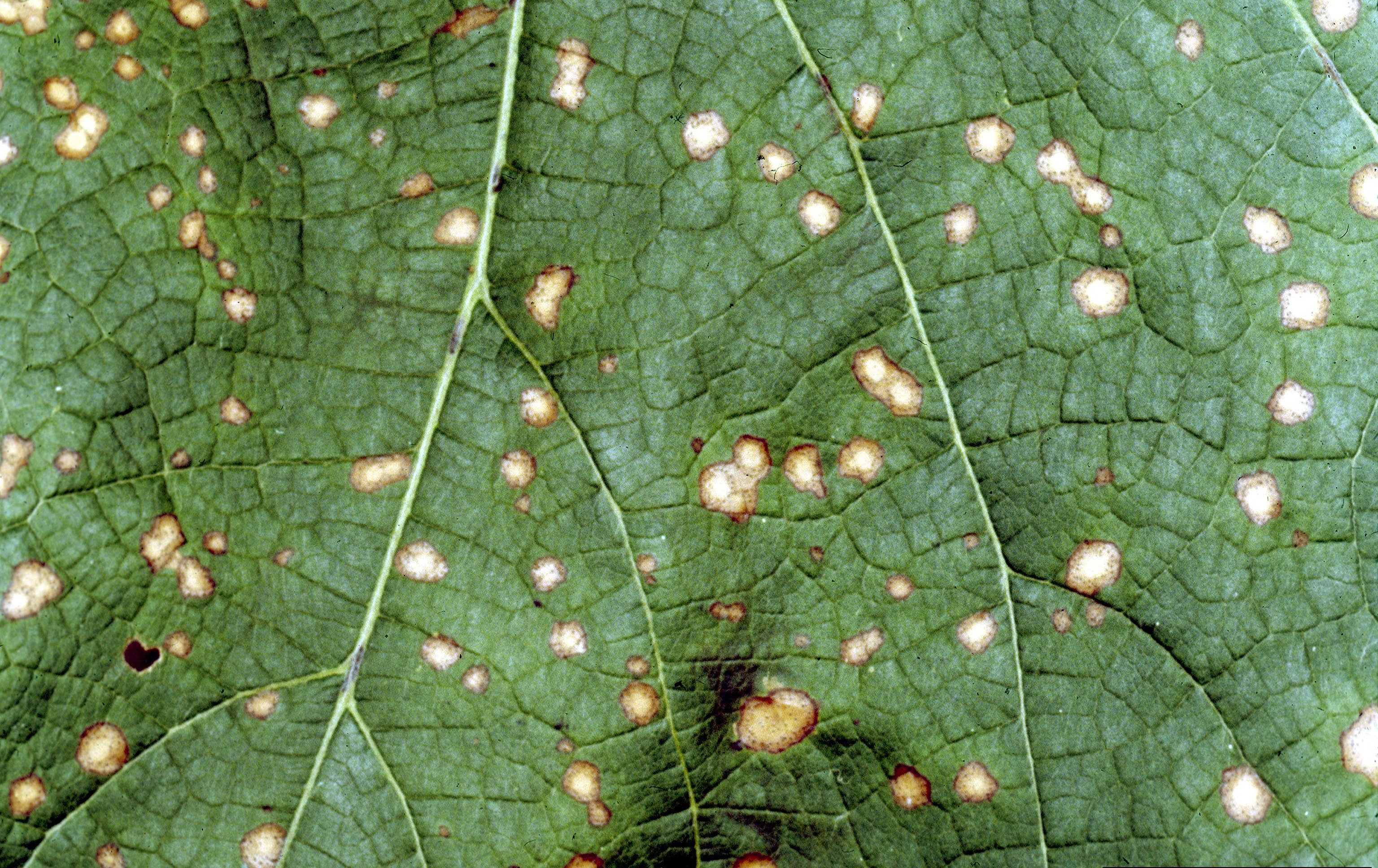
hell- bis dunkelbraune Flecken mit dunkler Umrandung – typische Blattbefallsstellen
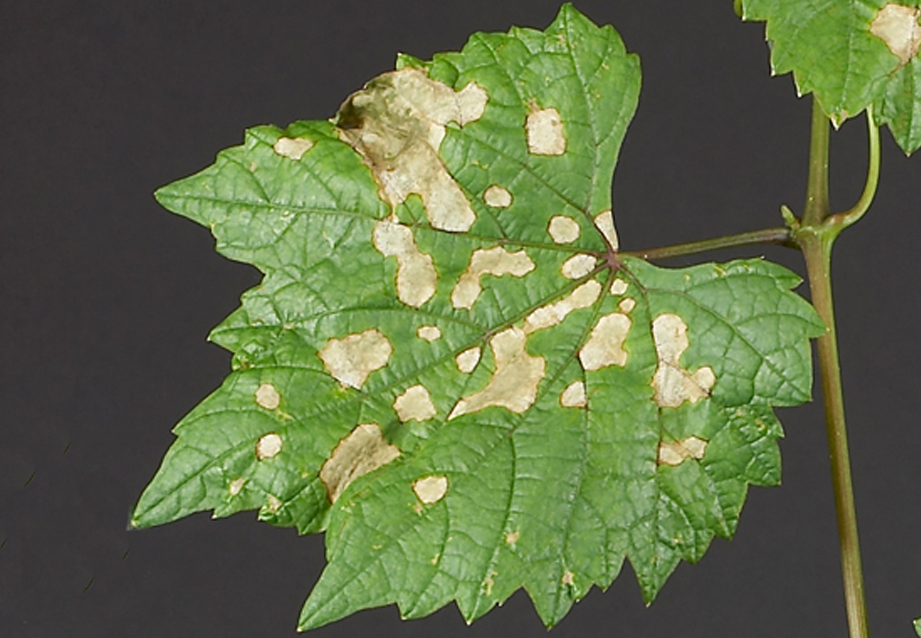
Blattsymptome
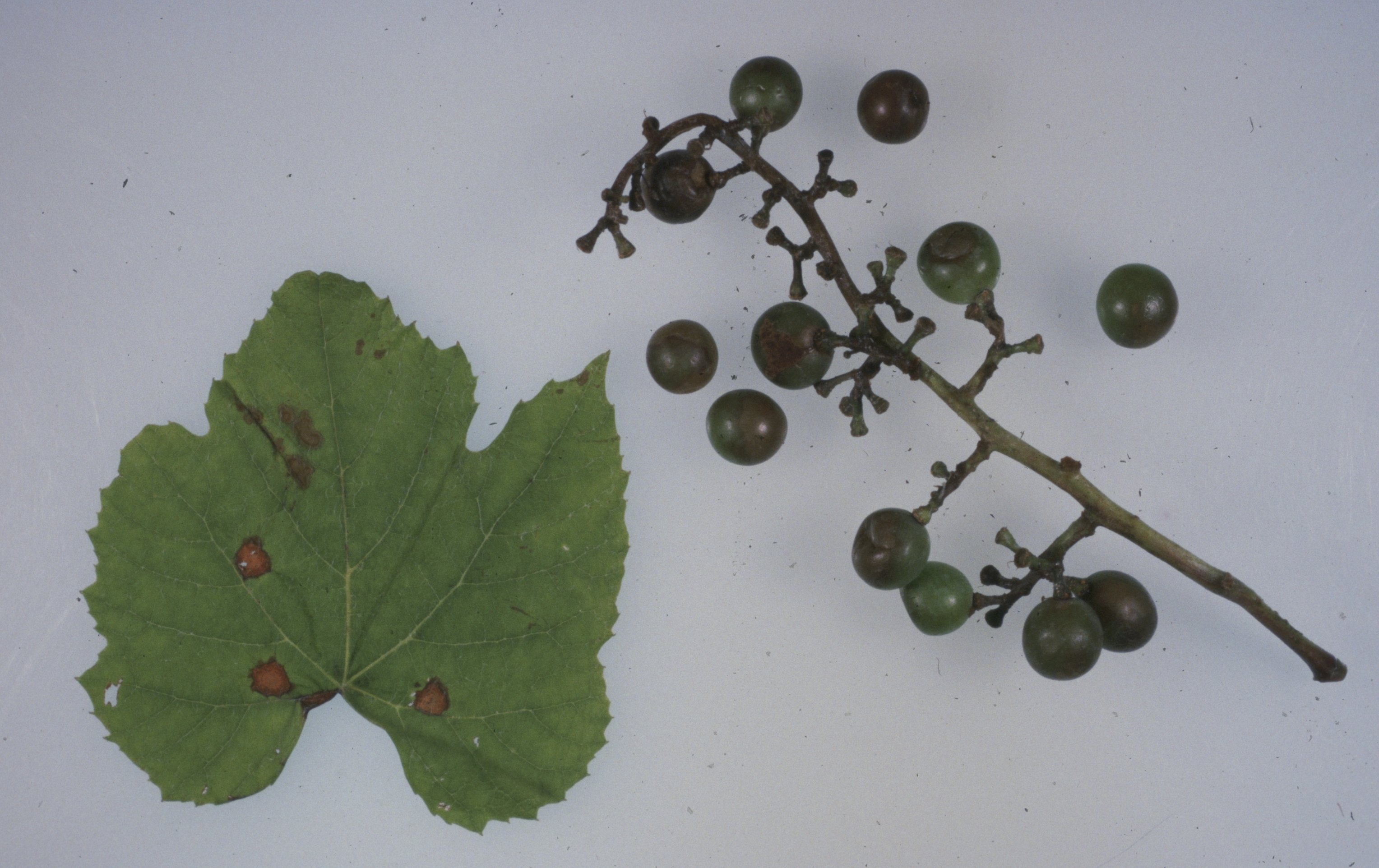
Blatt- und Beerenschädigung

## Bekämpfung
Befallene Reborgane sind als Ausgangsinokulum für weitere Infektionen aus den Rebanlagen zu entfernen. Weiterhin müssen nicht mehr bewirtschaftete Drieschen konsequent gerodet werden. Im integrierten Weinbau haben sich Pflanzenschutzmittel aus den Wirkstoffklassen der Strobilurine, Triazole und Dithiocarbamate als sehr wirkungsvoll herausgestellt.
Ein besonderes Problem stellt die Schwarzfäule im ökologischen Weinbau dar. Die Grundlage für eine erfolgreiche Schwarzfäule-Bekämpfungsstrategie bilden hier kulturtechnische Maßnahmen. Von den direkten Bekämpfungsmaßnahmen hat sich der wöchentliche Einsatz der Kombination Schwefel-Kupfer als am Wirkungsvollsten herausgestellt.